# Récepteur de type RIG-I

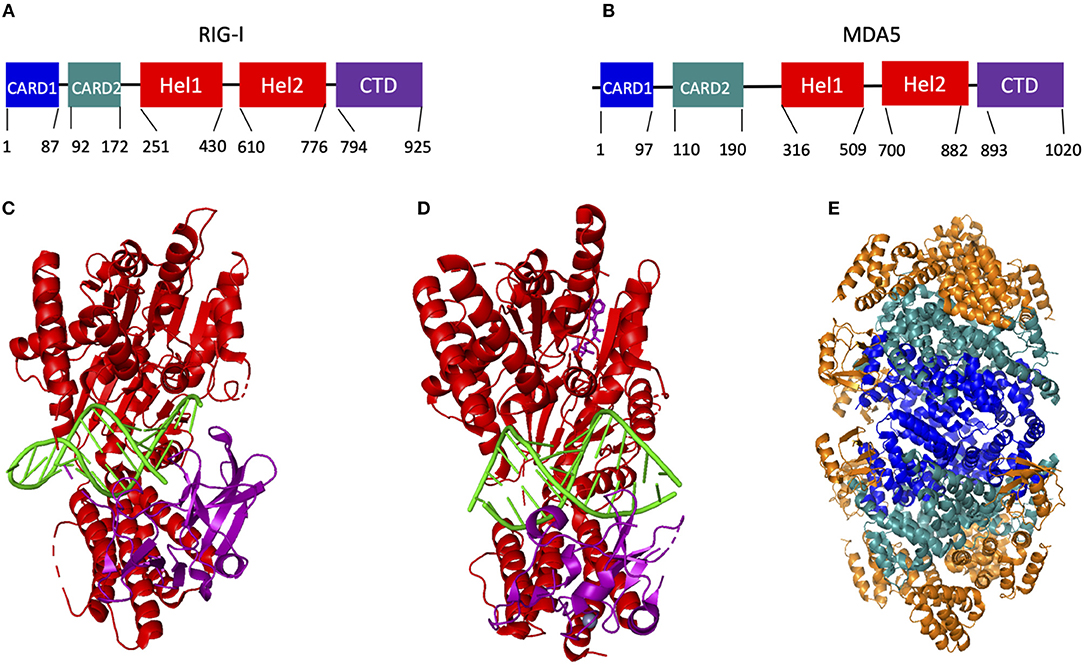
Structure de RIG (A,C), de MDA5 (B,D) et du MVAS (E)

Les récepteurs de type RIG-I (RLR) sont des récepteurs de reconnaissance de motifs moléculaires intra-cytoplasmique reconnaissant l'infection par les virus à ARN . Ils sont présents dans toutes les cellules de l'organisme humain. Mais se concentrant particulièrement dans les cellules de l'immunité inné.

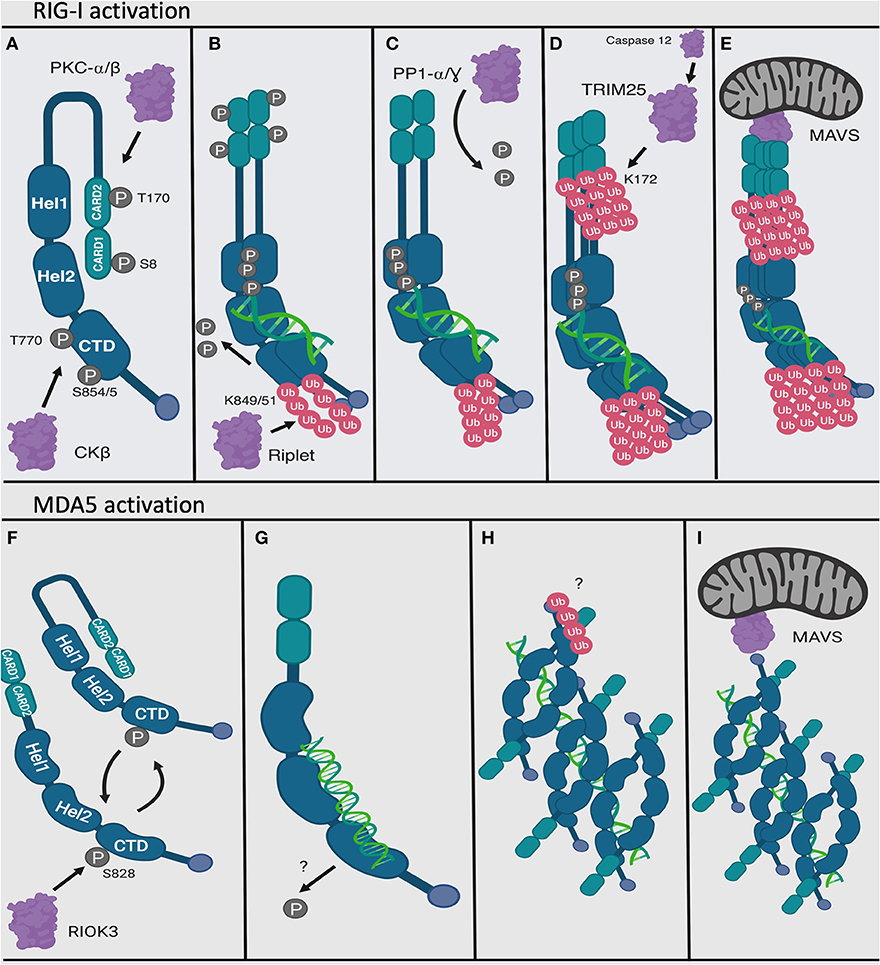
Modification structurale des RTR après reconnaissance de l'ARN viral (hélice verte) et liaison avec la protéine mitochondriale

Il existe, en 2024, trois récepteurs de ce type connu :
- RIG-I (Retinoic acid-inducible gene I) encodé par le gène DDX58 dans le génome humain[2].
- MDA5 (Melanoma Differentiation-Associated protein 5) encodé par le gène IFIH1[2],[3].
- LGP2

Il existe d'autres récepteurs de reconnaissance de motifs moléculaires virales comme les TLR 3, 7, 8, 9 mais ils reconnaissent exclusivement les virus à ADN et à ARN dans un endolysosome . Les récepteurs AIM2, DDX, RNA polymerase III, et le stimulateur cyclique de la GMP – AMP synthase (cGAS) du gène de l'interféron (STING) connu sous le nom de cGAS-cGAMP-STING reconnaissent les infection à virus à ADN dans le cytoplasme ,.
Les RLR sont des ARN hélicases. Ils sont formés d'une hélicase entourée d'un domaine carboxyl-terminal ( C-terminal domain ou CTD) et d'un domaine de recrutement de caspases N-terminal (N-terminal caspase recruitment domain ou CARD). Le domaine carboxyl-terminal (CTD) est le senseur d'ARN viral ,. Le LGP2, le troisième membre de la famille des RLR, ne possède pas de domaine CARD.

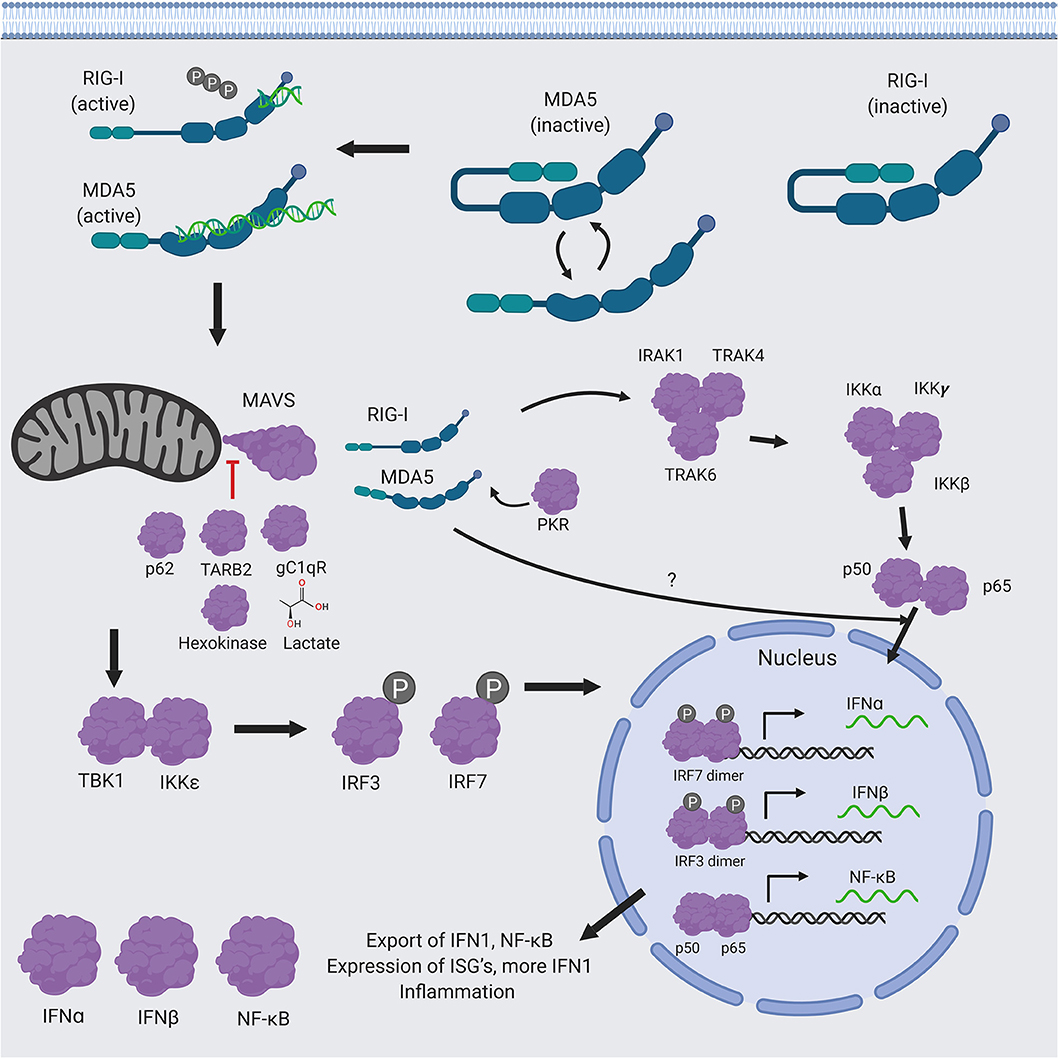
Voie de signalisation des RTR

L'ARN messager humain est protégé à son extrémité 5' par de la méthylguanosine. Les RTRs reconnaissent l'ARN virale par leur structure bicaténaire et leur extrémité sans méthylguanosine. Le MDA5 est surtout activé quand l'ARN viral dépasse 1000 kilobases. Le RIG-I est spécialisé dans la reconnaissance du terminus de l'ARN avec un groupe hydroxyle 5' relié ou non à un groupe diphosphate ou triphosphate.
Une fois qu'il est lié à de l'ARN, la conformation du RIG-I ou du MDA5 change exposant le domaine CARD qui peut ensuite interagir avec les domaines CARD  d'une protéine située dans la mitochrondie : la protéine de signalisation antivirale mitochondriale (mitochondrial antiviral signaling protein ou MAVS). Cette protéine existe aussi dans le peroxysome. L'activation de la protéine MAVS stimule l'activation des kinases NF-kb et IRF-3 aboutissant à la libération d'interféron. NF-kb  déclenche aussi la production de cytokines pro-inflammatoires. Le LGP2 ne peut pas activer la MAVS. Elle jouerait un rôle régulateur.

## Pathologie en rapport avec une anomalie des récepteurs de type RIG-I
Dans de rares cas, le syndrome d'Aicardi-Goutières est en rapport avec une mutation du gène.